# Pithanus maerkelii
Pithanus maerkelii is een wants uit de familie van de blindwantsen (Miridae). De soort werd het eerst wetenschappelijk beschreven door Gottlieb August Wilhelm Herrich-Schäffer in 1838.

## Uiterlijk
De langwerpige, zwarte wants is meestal zeer kortvleugelig (micropteer) en lijkt op een mier (vandaar de Nederlandse naam). De mannetjes worden ongeveer 4 mm lang en zijn altijd zeer kortvleugelig, de vrouwtjes zijn soms langvleugelig (macropteer) maar meestal zeer kortvleugelig en worden 4,5 tot 5,5 mm lang. De grotendeels zwarte wantsen hebben alleen een lichte strook langs de zijkant van de voorvleugels en bij de vrouwtjes is de rand van het ietwat gezwollen achterlijf, het connexivum licht gekleurd. De pootjes zijn licht roodbruin. De antennes zijn zwart, met uitzondering van het laatste segment dat wit gekleurd is. Pithanus maerkelii lijkt op Myrmecoris gracilis, maar die heeft echter een duidelijk ingesnoerd achterlijf en een kop die meer langwerpig is.

## Leefwijze
De eitjes worden gelegd in grasstengels en ze komen na de winter uit. Er is één generatie per jaar en de volwassen wantsen kunnen van mei tot september op open, vochtige plaatsen gevonden worden op diverse grassen (Poaceae), cypergrassen (Cyperaceae) en russen (Juncaceae).

## Leefgebied
De soort komt algemeen in heel Nederland voor. Het leefgebied is Palearctisch, van Europa tot Noord-Afrika. De wants is ook geïntroduceerd in Noord-Amerika.